# 乔治杰生公司

乔治傑生品牌标志

乔治杰生公司（Georg Jensen A/S） 是丹麦一家银器设计公司。它由银匠喬治·傑生于1904年创立。喬治傑生公司下，有相當多的珠寶和銀飾藝術家，如1946年加入的漢寧·古柏（Henning Koppel），1956年的娜娜·迪索爾（Nanna Ditzel），以及艾倫·夏夫（Allan Scharff）、薇薇安·朵蘭（Vivanna Torun Bülow Hübe）。

## 历史
1904年，喬治·傑生在哥本哈根开设了自己的银匠店。1909年，喬治·傑生在柏林开设了分店。 
1972年，皇家哥本哈根瓷器收购了乔治杰生公司。  2012年， Investcorp以1.4亿美元的价格从Axcel手中收购了乔治杰生公司。  2022年，蒙珀扎伯爵费利克斯成为乔治杰生公司的模特。 2023年，Fiskars又从Investcorp手中收购了乔治杰生公司。